# Casbia ditissima
Casbia ditissima är en fjärilsart som beskrevs av Thierry-mieg 1905. Casbia ditissima ingår i släktet Casbia och familjen mätare. Inga underarter finns listade i Catalogue of Life.